# 凤凰山街道 (铜陵市)
凤凰山街道，是中华人民共和国安徽省铜陵市铜官区下辖的一个乡镇级行政单位。

## 行政区划
凤凰山街道下辖以下地区：
凤凰山社区。